# Pjedsted Sogn
Pjedsted Sogn er et sogn i Fredericia Provsti (Haderslev Stift).
Indtil 1883 var Gårslev Sogn anneks til Pjedsted Sogn, hvorefter de var to selvstændige pastorater. Begge sogne hørte til Holmans Herred i Vejle Amt. De var to selvstændige sognekommuner. Ved kommunalreformen i 1970 blev Pjedsted indlemmet i Fredericia Kommune, mens Gårslev blev indlemmet i Børkop Kommune, der ved strukturreformen i 2007 indgik i Vejle Kommune.
I Pjedsted Sogn ligger Pjedsted Kirke.
I sognet findes følgende autoriserede stednavne:
- Fiskbæk (bebyggelse)
- Gammel Pjedsted (bebyggelse)
- Pjedsted (bebyggelse, ejerlav)
- Pjedsted Kær (bebyggelse)
- Pjedsted Spang (bebyggelse)
- Surkær (bebyggelse)